# 三線梭大口魚
三線梭大口魚（学名：Luciosoma trinema）为輻鰭魚綱鯉形目鲤科的其中一種。分布於亞洲馬來半島至婆羅洲及蘇門答臘，體長可達25.5公分，棲息在中底層水域。

## 扩展阅读
維基物種上的相關：三線梭大口魚